# Ramon Despuig
Ramon Despuig   (segle XIV - segle XIV) va ser un arquitecte català del segle xiv.

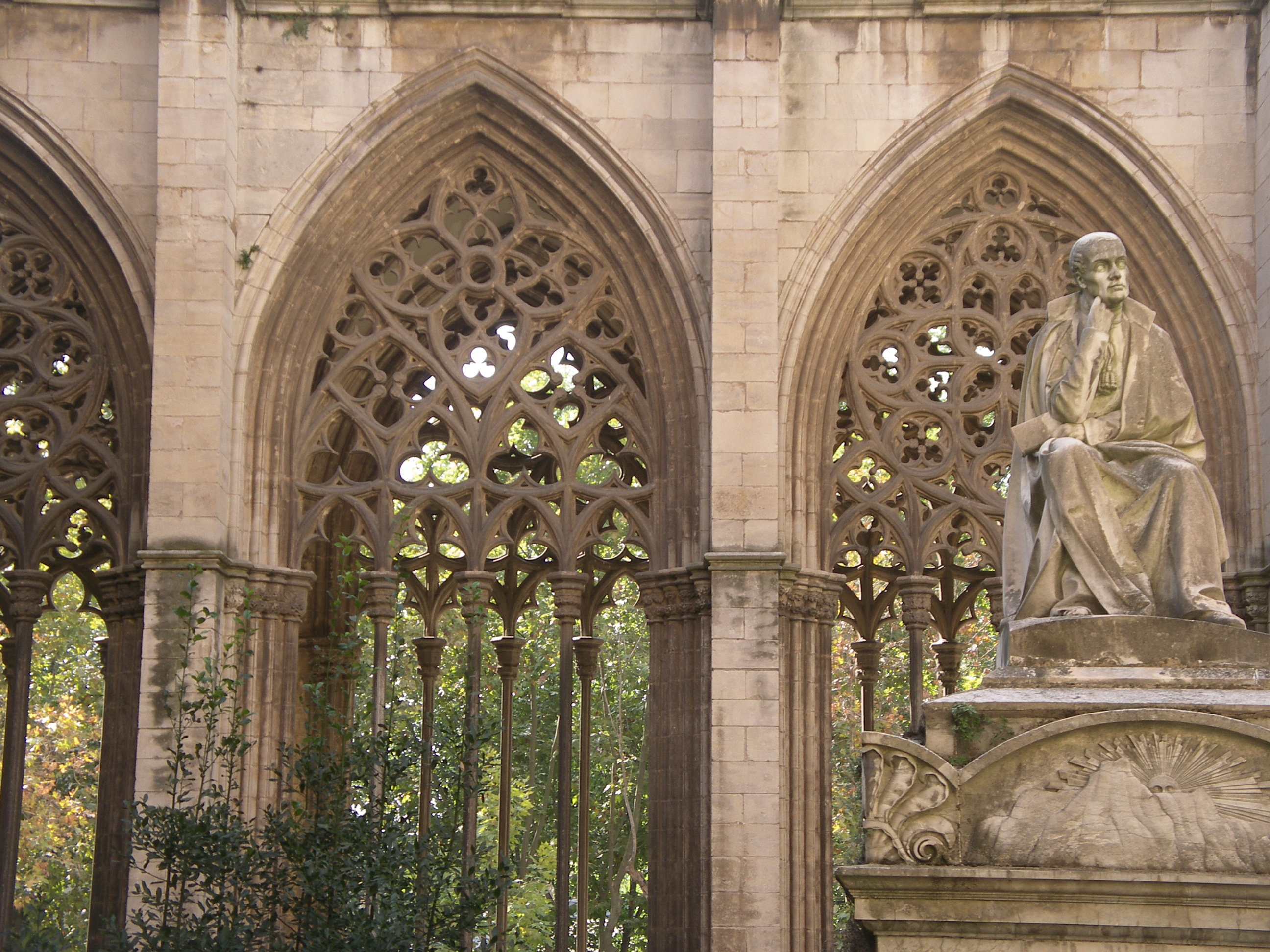
Claustre de la Catedral de Vic.

Entre 1324 i 1339 va ser primer arquitecte del claustre de la catedral de Vic. Des de 1329 va ser mestre d'obra, amb Berenguer de Montagut, de la construcció de la nova església de Santa Maria del Mar a Barcelona.